# Neveklov
Neveklov (en allemand : Neweklau) est une ville du district de Benešov, dans la région de Bohême-Centrale, en République tchèque. Sa population s'élevait à 2 769 habitants en 2024.

## Géographie
Neveklov se trouve à 12 km à l'ouest-sud-est de Benešov et à 37 km au sud-sud-est de Prague.
La commune est limitée par Rabyně et Netvořice au nord, par Chrášťany et Václavice au nord-est, par Benešov et Tisem à l'est, par Maršovice, Křečovice et Stranný au sud, et par Chotilsko et Čím à l'ouest.

## Histoire
La première mention écrite de la localité date de 1285. La commune a le statut de ville depuis le 10 octobre 2006.